# 87 Водолея
87 Водолея (лат. 87 Aquarii, HD 218331) — одиночная звезда в созвездии Водолея на расстоянии приблизительно 560 световых лет (около 120 парсеков) от Солнца. Видимая звёздная величина звезды — +7,37m.

## Характеристики
87 Водолея — бело-голубая звезда спектрального класса A0/1IV. Радиус — около 2,28 солнечных, светимость — около 22,51 солнечных. Эффективная температура — около 8542 К.